# 1929年の音楽
1929年の音楽（1929ねんのおんがく）では、1929年（昭和4年）の世界の音楽分野について記述している。

## 概要
- チャーリー・パットンの音楽キャリアが始まった[1][2]。
- Tボーン・ウォーカーがレコーディングキャリアを開始した[3]。
- メンフィス・ミニーのレコーディングキャリアが始まった。
- ベッシー・スミス[4]が、短編映画『セントルイス・ブルース』に出演した。

## 洋楽シングル/話題曲
- ジーン・オースチン[5]「キャロライナ・ムーン」
- フランセス・シェリー「恋とは何でしょう」[6]
- チャールズ・E・ヘンダーソン、ルディ・ヴァリー「ディープ・ナイト」
- レオ・リースマンと彼の楽団「浮気はやめた」

## クラシック
- アルノルト・シェーンベルク「ピアノ曲作品33」
- クルト・ヴァイル「小さな三文音楽」
- セルゲイ・プロコフィエフ「ディヴェルティメント」「賭博者」「放蕩息子」
- フランツ・レハール「微笑みの国」
- フレデリック・ディーリアス「シナーラ」

## 邦楽シングル
- 佐藤千夜子「東京行進曲/紅屋の娘」「愛して頂戴」「黒ゆりの花」
- 井上起久子「大阪行進曲」
- 二村定一「君恋し」「浪花小唄」「となり横丁」
- 天野喜久代「黒い眸よ今いづこ」
- 川崎豊、曽我直子「蒲田行進曲」「沓掛小唄」
- 曽我直子「金のグラス」「明眸禍の唄」
- 平井英子「茶目子の一日」
- 宝塚少女歌劇花組スター連「モン巴里」
- 宮城道雄「春の海」
- 市歌「明石市歌」「千葉市歌」「広島市歌」
- 童謡「黒ニャゴ」

## 誕生
- 1月3日 - 小野満（千葉県、ミュージシャン、+2008年・78歳没）
- 1月5日 - 岸田衿子（詩人・童話作家・作詞家、+2011年・82歳没）
- 1月5日 - ペーター＝ルーカス・グラーフ（フルート奏者・指揮者）
- 1月6日 - 宍戸睦郎（作曲家、+2007年・78歳没）
- 1月15日 - 松村禎三（京都府、作曲家、+2007年・78歳没）
- 1月11日 - ワンダ・ウィウコミルスカ（ヴァイオリニスト、+2018年・89歳没）
- 1月12日 - ヘリベルト・エッサー（指揮者）
- 1月17日 - 村田英雄（佐賀県、演歌歌手、+2002年・73歳没）
- 1月20日 - ジャン＝ジャック・ペリー（シンセサイザー音楽家、+2016年・87歳没）
- 1月20日 - ジミー・コブ（ジャズドラマー、+2020年・91歳没）
- 1月22日 - ペトル・エベン（作曲家、+2007年・78歳没）
- 1月28日 - アッカー・ビルク（クラリネット奏者、+2014年・85歳没）
- 2月2日 - 安藤まり子（北海道、歌手）
- 2月2日 - ヴァルデマール・クメント（声楽家、+2015年・85歳没）
- 2月3日 - 初代鉄砲光三郎（民謡歌手、+2002年・73歳没）
- 2月3日 - 水島哲（作詞家、+2015年・86歳没）
- 2月5日 - ハル・ブレイン（ドラマー、+2019年・90歳没）
- 2月5日 - リュック・フェラーリ（作曲家、+2005年・76歳没）
- 2月9日 - 田辺一鶴（講談師、+2009年・80歳没）
- 2月10日 - ジェリー・ゴールドスミス（、作曲家、+2004年・75歳没）
- 2月13日 - フランキー堺（コメディアン・ドラマー、+1996年・67歳没）
- 2月14日 - スタニスラフ・クノール（ピアニスト、+1984年・55歳没）
- 2月15日 - 立川清登（バリトン歌手、+1985年・56歳没）
- 2月20日 - 黛敏郎（神奈川県、作曲家、+1997年・68歳没）
- 3月4日 - ジュゼプ・メストレス・クアドレニ（作曲家、+2021年・91歳没）
- 3月6日 - 松下修也（チェリスト、+2018年・89歳没）
- 3月8日 - ヘーペ・カマルゴ（歌手・女優、+2012年・83歳没）
- 3月13日 - ロザリンド・エリアス（メゾソプラノ歌手、+2020年・91歳没）
- 3月22日 - P・ラムリー（、シンガーソングライター、+1973年・44歳没）
- 3月23日 - 犬塚弘（俳優・ベーシスト、ハナ肇とクレージーキャッツ）
- 3月25日 - セシル・テイラー（ピアニスト・詩人、+2018年・89歳没）
- 3月26日 - 秋山紀夫（指揮者）
- 3月28日 - 蓬萊泰三（脚本家・作詞家、+2018年・89歳没）
- 3月28日 - パウル・クリング（ヴァイオリニスト、+2005年・75歳没）
- 4月3日 - 前田武彦（タレント・放送作家・作詞家、+2011年・82歳没）
- 4月4日 - 照屋林助（音楽家・漫談家、+2005年・75歳没）
- 4月6日 - 小沢昭一（俳優・タレント・歌手、+2012年・83歳没）
- 4月6日 - アンドレ・プレヴィン（、指揮者、+2019年・89歳没）
- 4月8日 - 北村英治（東京都、クラリネット奏者）
- 4月9日 - 大川橋蔵 (2代目)（俳優・歌手、+1984年・55歳没）
- 4月14日 - パーヴォ・ベルグルンド（指揮者、+2012年・82歳没）
- 4月23日 - 石井永子（ピアニスト、+2009年・79歳没）
- 5月3日 - ハンス・シュタットルマイア（指揮者、+2019年・89歳没）
- 5月4日 - ルドルフ・ビーブル（指揮者、+2017年・87歳没）
- 5月5日 - アイリーン・ウッズ（声優・歌手・画家、+2010年・81歳没）
- 4月17日 - ジェームス・ラスト（、作曲家、+2015年・86歳没）
- 5月8日 - アルフレート・ヴァルター（指揮者、+2004年・74歳没）
- 5月8日 - ミヨシ・ウメキ（北海道、ジャズ歌手、+2007年・78歳没）
- 5月12日 - バート・バカラック（、作曲家）
- 5月21日 - 杵屋佐之忠（三味線奏者、+2017年）
- 5月22日 - 秋山邦晴（音楽評論家・音楽プロデューサー、+1996年）
- 6月2日 - ギルド・マホネス（ピアニスト、+2018年・88歳没）
- 6月6日 - 井原高忠（テレビプロデューサー・元ミュージシャン、+2014年・85歳没）
- 6月6日 - ボグスワフ・シェッフェル（作曲家、+2019年・90歳没）
- 6月7日 - 島田陽子（詩人・作詞家、+2011年・81歳没）
- 6月10日 - リュドミラ・ズィキナ（歌手、+2009年・80歳没）
- 6月11日 - レニー・ニーハウス（サクソフォーン奏者、+2020年・90歳没）
- 6月13日 - クルト・エクウィルツ（テノール歌手）
- 6月17日 - ジェームズ・シゲタ（歌手・俳優、+2014年・85歳没）
- 6月23日 - ジューン・カーター・キャッシュ（歌手・女優、+2003年・73歳没）
- 6月27日 - 木下芳丸（フルート奏者、+2008年・79歳没）
- 6月29日 - 間宮芳生（北海道、作曲家）
- 6月30日 - オトマール・マーガ（指揮者、+2020年・90歳没）
- 7月6日 - ヴィットリオ・カマルデーゼ（ギタリスト・医師、+2010年・80歳没）
- 7月9日 - リー・ヘイズルウッド（歌手、+2007年・78歳没）
- 7月9日 - エーベルハルト・ウェヒター（バス・バリトン歌手、+1992年・62歳没）
- 7月16日 - グレテ・ソンク（女優・歌手、+2010年・80歳没）
- 7月18日 - セケイラ・コスタ（ピアニスト、+2019年・89歳没）
- 7月21日 - ヘレン・メリル（、ジャズ歌手）
- 7月26日 - アレクシス・ワイセンベルク（ピアニスト、+2012年・82歳没）
- 7月28日 - イ・イニョン（声楽家）
- 8月4日 - ガブリエラ・トゥッチ（ソプラノ歌手、+2020年・90歳没）
- 8月8日 - ヨゼフ・スーク（ヴァイオリニスト、+2011年・81歳没）
- 8月11日 - アラン・ホディノット（作曲家、+1980年・51歳没）
- 8月12日 - 湯浅譲二（福島県、作曲家）
- 8月12日 - バック・オーウェンス（ミュージシャン、+2006年・76歳没）
- 8月16日 - ビル・エヴァンス（ピアニスト、+1980年・51歳没）
- 8月11日 - 早坂暁（脚本家・小説家・作詞家、+2017年・88歳没）
- 8月23日 - ピート・キング（サックス奏者、+2009年・80歳没）
- 8月27日 - アイラ・レヴィン（小説家・作詞家、+2007年・78歳没）
- 8月28日 - イシュトヴァン・ケルテス（指揮者、+1973年・43歳没）
- 9月1日 - 若山富三郎（俳優・歌手、+1992年・62歳没）
- 9月2日 - 荒井恵子（歌手、+2010年・80歳没）
- 9月8日 - クリストフ・フォン・ドホナーニ（指揮者）
- 9月10日 - 矢代秋雄（東京都、作曲家、+1976年・46歳没）
- 9月13日 - ニコライ・ギャウロフ（オペラ歌手、+2004年・74歳没）
- 9月14日 - 東儀俊美（雅楽師、+2011年・81歳没）
- 9月28日 - 三船浩（新潟県、歌手、+2005年・75歳没）
- 9月29日 - ロルフ・キューン（ジャズ・クラリネット奏者）
- 9月30日 - 野口力（ティンパニ奏者、+2016年・86歳没）
- 10月5日 - 松浦豊明（ピアニスト、+2011年・81歳没）
- 10月5日 - 内田修（外科医・ジャズ愛好家、+2016年・87歳没）
- 10月7日 - ルイジ・フェルディナンド・タリアヴィーニ（音楽学者、+2017年・87歳没）
- 10月8日 - ノエル・ドヴォ（バッソン奏者、+2018年・88歳没）
- 10月11日 - ダニエル・ワイエンベルク（ピアニスト、+2019年・89歳没）
- 10月12日 - ナッピー・ブラウン（歌手、+2008年・78歳没）
- 10月20日 - サシュコ・ガヴリーロフ（ヴァイオリニスト）
- 10月24日 - ジョージ・クラム（作曲家）
- 10月26日 - 小石忠男（音楽評論家、+2010年・81歳没）
- 11月2日 - ハロルド・ファーバーマン（指揮者・打楽器奏者、+2018年・89歳没）
- 11月5日 - 広瀬健次郎（作曲家、+1999年・69歳没）
- 11月5日 - 羽仁協子（音楽教育家、+2015年・85歳没）
- 11月9日 - ピエロ・カプッチルリ（バリトン歌手、+2005年・75歳没）
- 11月16日 - 内藤法美（東京都、作曲家、+1988年・58歳没）
- 11月20日 - レイモン・ルフェーブル（指揮者・ピアニスト、+2008年・78歳没）
- 11月22日 - 芦田ヤスシ（サクソフォーン奏者、+2011年・81歳没）
- 11月23日 - ヴィーゲン（歌手・俳優、+2003年・73歳没）
- 11月27日 - クラレンス・ファウンテン（歌手、ブラインド・ボーイズ・オブ・アラバマ、+2018年・88歳没）
- 11月28日 - 青木啓（音楽評論家、+2007年・77歳没）
- 12月2日 - ハンス・ドレヴァンツ（指揮者、+2021年・91歳没）
- 12月6日 - ニコラウス・アーノンクール（指揮者・チェロ奏者、+2016年・86歳没）
- 12月11日 - クルカ・ヤーノシュ（指揮者、+2001年・71歳没）
- 12月12日 - 穐吉敏子（旧・満州、ジャズピアニスト）
- 12月18日 - ジャン＝クロード・アルトマン（指揮者、+1993年・63歳没）
- 12月25日 - 松島一夫（ギタリスト、宮川左近ショー、+2013年・83歳没）
- 12月25日 - クリス・ケナー（歌手、+1976年・46歳没）
- 12月29日 - マット・マーフィー（ギタリスト、ブルース・ブラザーズ、+2018年・88歳没）

月日不明
- 阿部克自（ジャズ・フォトグラファー、+2008年・78歳没）
- 大賀寛（バリトン歌手、+2017年・88歳没）
- 北原じゅん（作曲家・作詞家、+2017年・87歳没）
- 源氏太郎（ハーモニカ漫談家、+2019年・70歳没）
- 関根日出男（医師・翻訳家・チェコ音楽研究家、+2017年・88歳没）
- 薗田憲一（ジャズトロンボーン奏者、+2006年・77歳没）
- 陳昌鉉（ヴァイオリン製作者、+2012年・82歳没）
- 細野達也（音楽活動家、+2010年・80歳没）

## 死去
- 2月24日 - アンドレ・メサジェ、作曲家（* 1853年）
- 8月2日 - レオ・ウッド（、作曲家、*1882年）
- 12月3日 - 多忠亮、ヴァイオリニスト・作曲家（* 1895年）